# Cicely Popplewell
Cicely Mary Williams geb. Popplewell (* 29. Oktober 1920 in Stockport, Vereinigtes Königreich; † 20. Juni 1995 Buxton (Derbyshire), Vereinigtes Königreich) war eine britische Mathematikerin und Softwareentwicklerin. Sie arbeitete mit Alan Turing am Manchester Mark I und war bis in die 1960er Jahre im Computerdienst der Universität Manchester tätig. Sie entwickelte die ersten mathematischen Unterprogramme für den Manchester Mark I und überarbeitete Teile des Programmierhandbuchs für diese Maschine, einen der ersten Computer mit gespeichertem Programm.

## Leben und Werk

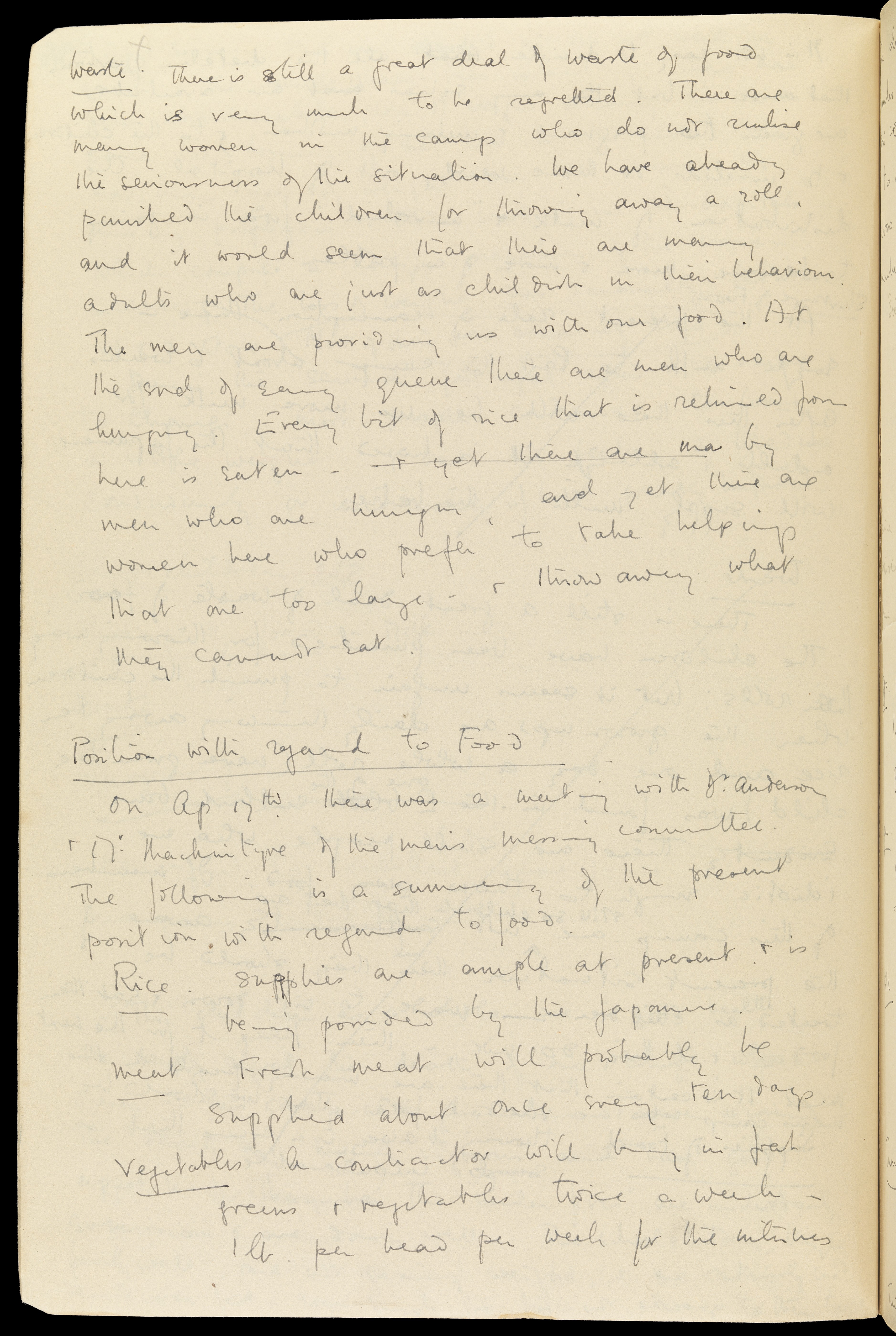
Auszug aus dem Tagebuch und Notizbuch von Cicely Williams, geschrieben zwischen dem 11. März und 5. April 1942, mit Einzelheiten über Lebensmittelverschwendung und Nahrungsmittelknappheit

Popplewell war die Tochter von Bessie und Alfred Popplewell. Sie besuchte Sherbrook Private Girls School und studierte Mathematik an der Universität Cambridge, wo sie 1942 einen Bachelor of Arts und 1949 einen Master of Arts erhielt. 1943 wurde sie technische Assistentin in der Versuchsabteilung von Rolls-Royce Ltd. und trat in die Women's Engineering Society ein. Sie hatte Erfahrung mit Lochkarten, die in der Wohnungsstatistik verwendet wurden und war eine Expertin für die Bedienung einer mechanischen Brunsviga Tischrechenmaschine. Sie berechnete Gleichungen von Hand auf ihrer Brunsviga.
Im September 1948 wurde Alan Turing in die Mathematikabteilung der Universität Manchester berufen und ab dem Sommer 1949 wurde er von Popplewell unterstützt. Sie teilte sich mit Turing und Audrey Bates sein Büro in dem Hauptgebäude der Universität, bis das neue Rechenlabor für die Ferranti-Maschine gebaut war. Auf dem Gebiet der Programmierung hatte Turing das erste Schema (analog zu den heutigen Betriebssystemen) für den Manchester Mark I Computer entwickelt. Es wurde Schema A genannt und erfüllte zwei wichtige Aufgaben: Es übertrug das Programm vom Lochstreifen des Fernschreibers an den Computer und übernahm auch die Aufgabe, Programmseiten von der Trommel (dem Hintergrundspeicher) in den RAM-Hochgeschwindigkeitsspeicher (Kathodenstrahlröhren) zu übertragen. Dieses Schema A wurde 1951 geschrieben, wurde jedoch 1952 durch Schema B ersetzt, das von Tony Brooker und Popplewell entwickelt und geschrieben wurde.
1950 entwarfen Turing und Popplewell das Programmiersystem für den Ferranti Mark I (Schema A), basierend auf ihren Erfahrungen mit dem Manchester Mark 1, und Turing schrieb das erste Programmierhandbuch dafür.
Popplewell schrieb die ersten Versionen von Unterprogrammen für mathematische Funktionen wie Cosinus. Sie schrieb Abschnitte von Turings Programmierhandbuch neu, um es verständlicher zu machen. Sie redigierte Protokolle und reiste ins Ausland, um Kurse zu geben.
Mitte der 1960er Jahre nahm sie eine Stelle bei Thornbridge Hall an einem Lehrerseminar in der Nähe von Buxton an. Dort gab sie unter anderem eine Einführung in die Informatik. Um ihren 50. Geburtstag heiratete sie George Keith Williams aus Buxton.